# 波利尼基农村居民点
波利尼基农村居民点（俄语：Польниковское сельское поселение）是俄罗斯联邦布良斯克州波切普区所属的一个农村居民点。其下辖有28个居民点，行政中心为波利尼基。据2015年统计，该农村居民点的人口为1164人。